# Parc des Oiseaux
Il Parc des Oiseaux (in italiano Parco degli Uccelli) è un parco zoologico situato nel comune francese Villars-les-Dombes, nel dipartimento di Ain in Francia. Il sito è registrato nell'inventario generale del patrimonio culturale e venne aperto nel 1970. È uno dei parchi ornitologici più antichi di Francia e riunisce una collezione di oltre 3.000 uccelli provenienti da tutto il mondo in un'area di 380 ettari (940 acri) situata nel cuore della Dombes. La sezione aperta al pubblico copre un'area di 35 ha (86 ac) all'interno della riserva e accoglie in media 250.000 visitatori all'anno.
Il parco è membro dell'European Association of Zoos and Aquaria e dell'Associazione francese dei parchi zoologici, ha partecipato a quindici programmi europei per le specie minacciate per la protezione e la reintroduzione di specie in via di estinzione.

## Caratteristiche
Al Parc des Oiseaux sono rappresentate trecento specie di uccelli e una collezione di 3.000 alati provenienti da tutti i continenti.